# Sam Otto
Sam Otto (* 13. Juni 1992 in Basingstoke, England) ist ein britischer Schauspieler. Internationale Bekanntheit erlangte er unter anderem mit der Rolle des John Osweiler in der TNT Serie Snowpiercer.

## Leben und Karriere
Otto wurde in Basingstoke, Hampshire im Süden Englands geboren und ging in das Drama Centre London. Seine erste Rolle hatte er 2017 in der Serie The State, dort spielte er die Rolle des Jalal Hossein. Es folgten mehrere kleine Rollen in Film und Fernsehen. Seit 2020 spielt er die Rolle des Bremsers John Osweiler in der Science-Fiction-Serie Snowpiercer, welche ihm internationale Bekanntheit verschaffte.

## Filmographie
- 2015: Jellyfish (Kurzfilm)
- 2017: The State (Fernsehserie, 4 Episoden)
- 2017: The Boy with the Topknot
- 2018: Collateral (Fernsehserie, 3 Episoden)
- 2019: The Corrupted
- 2019: The Flood
- 2020–2022: Snowpiercer (Fernsehserie)
- 2025: Das Haus David (House of David, Miniserie)